# Solnahallen
Die Solnahallen ist eine Mehrzweckhalle in der schwedischen Gemeinde Solna in der Provinz Stockholms län. Sie bietet Platz für 1700 Besucher. Sie ist die Heimspielstätte der Basketballverein Solna Vikings. Der AIK Handboll, der AIK Innebandy und der Solna Volleybollklubb nutzen ebenso die Halle.

## Sonstiges
Das Musikvideo des Songs The Final Countdown der schwedischen Hard-Rock-Formation Europe wurden am 26. und 27. Mai 1986 dort aufgenommen.
Die US-amerikanische Metal-Band Metallica spielte hier am 26. September 1986 ihr letztes Konzert mit dem tödlich verunglückten Bassisten Cliff Burton (1962–1986).